# Hiliganowo
Hiliganowo is een bestuurslaag in het regentschap Nias Selatan van de provincie Noord-Sumatra, Indonesië. Hiliganowo telt 1617 inwoners (volkstelling 2010).